# José Alexis Márquez
José Alexis Márquez (Pereira, Risaralda, Colombia; 27 de junio de 1976) es un exjugador y entrenador de fútbol colombiano. Actualmente no dirige a ningún club.

## Jugador
Márquez hizo todo su proceso formativo en el Deportivo Pereira, club en el que debuta profesionalmente en el año 1999. Durante 7 temporadas jugaría con un nivel notable, disputando varios partidos de manera ininterrumpida.
En el año 2007 jugó cedido para el Real Cartagena en donde disputó 20 partidos, a la siguiente temporada regresa al Deportivo Pereira.
Posteriormente en 2008 renueva por cuatro temporadas con el Deportivo Pereira. Culminado su contrato pasaría al Deportivo Pasto donde estuvieron cerca de jugar la final del torneo finalización 2012 aunque fue suplente durante toda la campaña sumando tan solo 4 presencias en cancha.
En 2013 ya retirado, comienza a dirigir a las divisiones menores del Deportivo Pereira.
Para 2014 decide regresar a la actividad profesional y juega por dos años más con el equipo matecaña. En total en sus catorce años en el club disputó 292 partidos.

### Estadísticas en el Deportivo Pereira
| Competición             | Partidos |
| ----------------------- | -------- |
| Primera División        | 224      |
| Segunda División        | 35       |
| Copa Colombia           | 31       |
| Serie de Promoción      | 1        |
| Cuadrangular de Ascenso | 1        |
| Total en su carrera     | 292      |

## En la dirección técnica

### Deportivo Pereira
Entre 2016 y 2021 se desempeñó como preparador de arqueros del Deportivo Pereira; sin embargo, tras la renuncia del entrenador argentino Néstor Craviotto, entre el 3 de noviembre y 20 de diciembre de 2020, Márquez dirige en calidad de interino al Deportivo Pereira durante los últimos 10 partidos del año.
Posteriormente y tras la renuncia del entrenador uruguayo Jorge Artigas vuelve a ser nombrado como entrenador interino los últimos 9 partidos del Apertura 2021.
Para el Torneo Finalización del mismo año se le nombra como DT en propiedad, clasificando al equipo a los cuadrangulares semifinales de ese torneo. Durante su período como entrenador del equipo llevó al Deportivo Pereira a la final de la Copa Colombia 2021, siendo la primera vez que el equipo risaraldense llega a una final de una competencia de forma oficial en toda su historia.

### Jaguares de Córdoba
En septiembre de 2022 asume la dirección técnica de Jaguares de Córdoba, dirigiendo apenas 9 partidos, renuncia por motivos personales.

### Atlético Bucaramanga
El 3 de abril de 2023 llega al Atlético Bucaramanga, en reemplazo del argentino Raúl Armando. El 25 de septiembre de 2023 renunció a su cargo tras caer por un marcador de 2-0 frente al Independiente Medellín.

### Envigado FC
El 1 de abril de 2024 llegó al Envigado FC, estando al mando del equipo hasta el 8 de septiembre de 2024.

## Clubes

### Como jugador
| País                   | Club                   | Años                   | PJ  |
| ---------------------- | ---------------------- | ---------------------- | --- |
| Colombia               | Deportivo Pereira      | 1999 - 2006            | 184 |
| Colombia               | Real Cartagena         | 2007                   | 21  |
| Colombia               | Deportivo Pereira      | 2008 - 2012            | 86  |
| Colombia               | Deportivo Pasto        | 2012                   | 4   |
| Colombia               | Deportivo Pereira      | 2014 - 2015            | 22  |
| Total Partidos Jugados | Total Partidos Jugados | Total Partidos Jugados | 317 |

### Como preparador de arqueros
| Equipo                          | AT de:                          | Periodo                         | Periodo                         | Historial | Historial | Historial | Historial | Historial |
| Equipo                          | AT de:                          | Desde                           | Hasta                           | PJ        | PG        | PE        | PP        | %         |
| ------------------------------- | ------------------------------- | ------------------------------- | ------------------------------- | --------- | --------- | --------- | --------- | --------- |
| Deportivo Pereira · Colombia    | Néstor Craviotto                | 11 de enero de 2016             | 26 de febrero de 2021           | 115       | 59        | 30        | 26        | 60%       |
| Deportivo Pereira · Colombia    | Alberto Bulleri                 | 11 de enero de 2016             | 26 de febrero de 2021           | 42        | 20        | 10        | 12        | 55.56%    |
| Deportivo Pereira · Colombia    | José Fernando Santa             | 11 de enero de 2016             | 26 de febrero de 2021           | 42        | 19        | 9         | 14        | 52.38%    |
| Deportivo Pereira · Colombia    | Jorge Artigas                   | 11 de enero de 2016             | 26 de febrero de 2021           | 9         | 0         | 3         | 6         | 11.11%    |
| Total como entrenador asistente | Total como entrenador asistente | Total como entrenador asistente | Total como entrenador asistente | 208       | 98        | 52        | 58        | 55.45%    |

### Como entrenador
| Equipo                          | Div.                | Temporada           | Liga | Liga | Liga | Liga |    | Copa | Copa | Copa | Copa |   | Internacional | Internacional | Internacional | Internacional |   | Otros | Otros | Otros | Otros |    | Totales     | Totales | Totales | Totales | Totales | Totales | Totales | Totales |
| Equipo                          | Div.                | Temporada           | PD   | G    | E    | P    | PD | G    | E    | P    | PD   | G | E             | P             | PD            | G             | E | P     | PD    | G     | E     | P  | Rendimiento | GF      | GC      | Dif.    |         |         |         |         |
| ------------------------------- | ------------------- | ------------------- | ---- | ---- | ---- | ---- | -- | ---- | ---- | ---- | ---- | - | ------------- | ------------- | ------------- | ------------- | - | ----- | ----- | ----- | ----- | -- | ----------- | ------- | ------- | ------- | ------- | ------- | ------- | ------- |
| Deportivo Pereira · Colombia    | 1.ª                 | 2020 (e)            | 3    | 0    | 1    | 2    | 1  | 0    | 0    | 1    | -    | - | -             | -             | 5             | 2             | 2 | 1     | 9     | 2     | 3     | 4  | 51.51%      | 7       | 11      | -4      |         |         |         |         |
| Deportivo Pereira · Colombia    | 1.ª                 | 2021                | 35   | 14   | 11   | 10   | 10 | 5    | 2    | 3    | -    | - | -             | -             | -             | -             | - | -     | 45    | 19    | 13    | 13 | 46.39%      | 52      | 54      | -2      |         |         |         |         |
| Deportivo Pereira · Colombia    | 1.ª                 | 2022                | 20   | 6    | 5    | 9    | 4  | 1    | 1    | 2    | -    | - | -             | -             | -             | -             | - | -     | 24    | 7     | 6     | 11 | 37.5%       | 22      | 32      | -10     |         |         |         |         |
| Deportivo Pereira · Colombia    | Total               | Total               | 58   | 20   | 17   | 21   | 15 | 6    | 3    | 6    | 0    | 0 | 0             | 0             | 5             | 2             | 2 | 1     | 78    | 28    | 22    | 28 | 42.31%      | 81      | 98      | -17     |         |         |         |         |
| Jaguares de Córdoba · Colombia  | 1.ª                 | 2022                | 9    | 2    | 4    | 3    | -  | -    | -    | -    | -    | - | -             | -             | -             | -             | - | -     | 9     | 2     | 4     | 3  | 37.03%      | 5       | 7       | -2      |         |         |         |         |
| Jaguares de Córdoba · Colombia  | Total               | Total               | 9    | 2    | 4    | 3    | 0  | 0    | 0    | 0    | 0    | 0 | 0             | 0             | -             | -             | - | -     | 9     | 2     | 4     | 3  | 37.03%      | 5       | 7       | -2      |         |         |         |         |
| Atlético Bucaramanga · Colombia | 1.ª                 | 2023                | 23   | 6    | 7    | 10   | 2  | 0    | 1    | 1    | -    | - | -             | -             | -             | -             | - | -     | 25    | 6     | 8     | 11 | 34.67%      | 0       | 0       | 0       |         |         |         |         |
| Atlético Bucaramanga · Colombia | Total               | Total               | 23   | 6    | 7    | 10   | 2  | 0    | 1    | 1    | 0    | 0 | 0             | 0             | -             | -             | - | -     | 25    | 6     | 8     | 11 | 34.67%      | 0       | 0       | 0       |         |         |         |         |
| Envigado FC · Colombia          | 1.ª                 | 2024                |      |      |      |      |    |      |      |      |      |   |               |               |               |               |   |       |       |       |       |    |             |         |         |         |         |         |         |         |
| Envigado FC · Colombia          | Total               |                     |      |      |      |      |    |      |      |      |      |   |               |               |               |               |   |       |       |       |       |    |             |         |         |         |         |         |         |         |
| Total en su carrera             | Total en su carrera | Total en su carrera | 90   | 28   | 28   | 34   | 17 | 6    | 4    | 7    | 0    | 0 | 0             | 0             | 5             | 2             | 2 | 1     | 112   | 36    | 34    | 42 | 42.26%      | 86      | 105     | -19     |         |         |         |         |
| 1. 2. 3.                        |                     |                     |      |      |      |      |    |      |      |      |      |   |               |               |               |               |   |       |       |       |       |    |             |         |         |         |         |         |         |         |

## Palmarés como jugador
| Título    | Club              | País     | Año  |
| --------- | ----------------- | -------- | ---- |
| Primera B | Deportivo Pereira | Colombia | 2000 |

### Distinciones individuales
- Segundo futbolista con más partidos disputados en el Deportivo Pereira con 292 encuentros.
- Arquero con más partidos jugados de manera consecutiva en el FPC con 82 encuentros entre 2003-2005, todos con el Deportivo Pereira.

## Palmarés como entrenador
Subtítulos
| Subtítulos    | Club              | País     | Año  |
| ------------- | ----------------- | -------- | ---- |
| Copa Colombia | Deportivo Pereira | Colombia | 2021 |